# Республика Утрехт
Республика Утрехт (нидерл. Republiek van Utrecht) — бурская республика, существовавшая c 1852 года по 8 мая 1858 года, ныне провинция Квазулу-Натал. Название республики происходит от города Утрехт расположенного в Нидерландах.
В 1846 году республика Клип-Ривер была оккупирована Великобританией. После этого приблизительно две трети фуртреккеров в Натале двинулись далее на север в область, позже известную как Оранжевое Свободное Государство и Трансвааль. В 1852 году новоявленные поселенцы обменяли 300 голов скота у короля зулусов Мпанде на аренду земли в Зулуленде. Однако впоследствии завладели землей как собственностью в 1852 году основали Республику Утрехт к востоку от реки Буффало.
8 мая 1858 года республика включена в Республику Лиденбург и вместе с ней в 1860 году в Трансвааль.
Наконец в соответствии с указом от 31 мая 1902 года этот район был включен в британскую колонию Наталь вместе с районом Фрейхейд.